# Sächsischer Handwerkstag

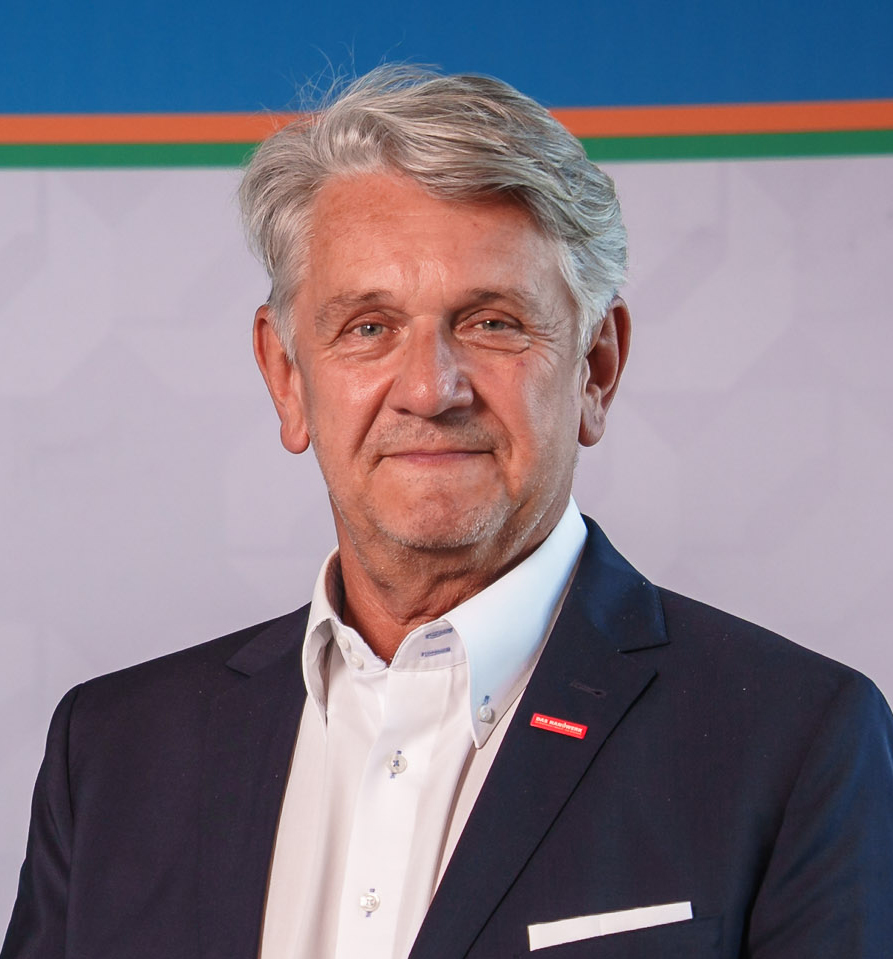
Uwe Nostitz, Präsident des Sächsischen Handwerkstages

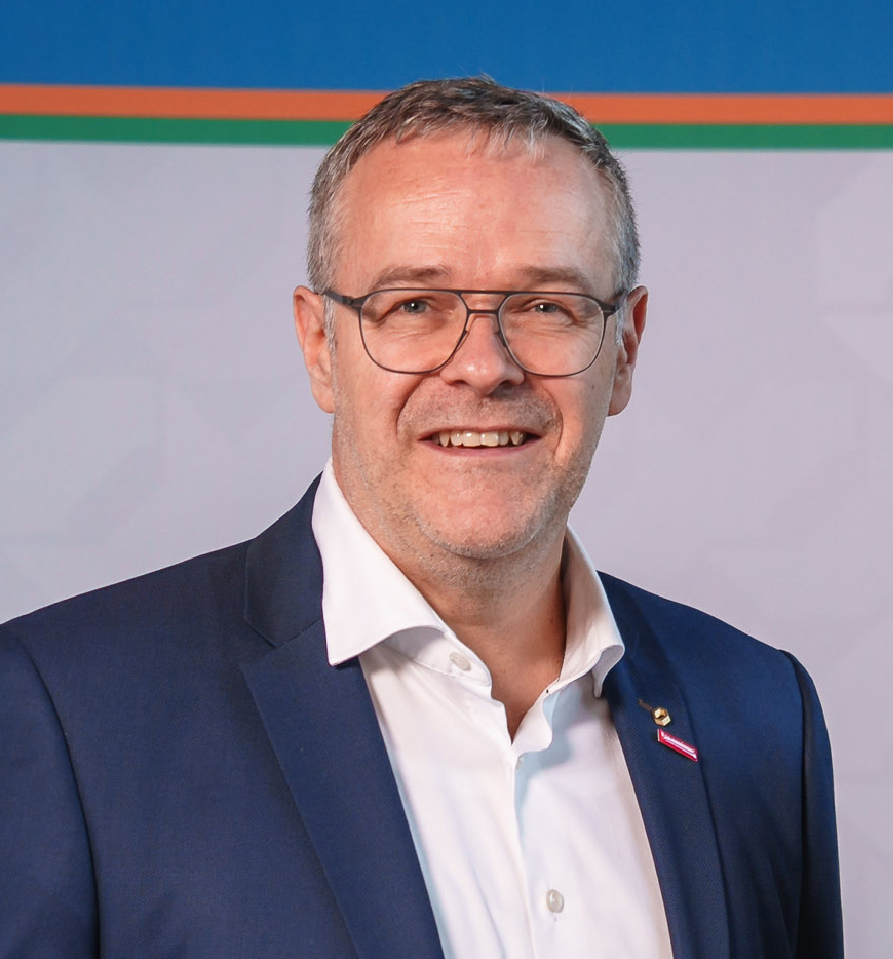
Jörg Dittrich, Vizepräsident des Sächsischen Handwerkstages

Der Sächsische Handwerkstag ist die Spitzenorganisation des Wirtschaftsbereichs Handwerk im Freistaat Sachsen. Er wurde am 30. Oktober 1992 in Dresden gegründet und ist in der Rechtsform eines eingetragenen Vereins registriert.
Als höchste demokratische Vereinigung und politisches Sprachrohr der Handwerker des Landes vertritt die berufsständische Organisation branchenübergreifend die Belange des Handwerks gegenüber dem Sächsischen Landtag und der Sächsischen Staatsregierung, gegenüber Parteien, Körperschaften und Verbänden sowie gegenüber der Öffentlichkeit.
Institutionelle Mitglieder sind die drei sächsischen Handwerkskammern – Handwerkskammer Chemnitz, Handwerkskammer Dresden und Handwerkskammer zu Leipzig – sowie 25 auf Landesebene organisierte Innungen, Innungs- und Fachverbände. Unterstützt wird die Arbeit des Handwerkstages darüber hinaus von mehr als ein Dutzend Fördermitgliedern, d. h. von Unternehmen, Unternehmensverbänden und Institutionen, die dem Wirtschaftsbereich Handwerk eng verbunden sind (Stand: Juli 2025).
Als größte Landeshandwerksorganisation im Osten Deutschlands repräsentiert der Sächsische Handwerkstag aktuell mehr als 54.000 Handwerksbetriebe mit etwa 280.000 Mitarbeitern und 15.000 Auszubildenden. Rund ein Drittel aller Handwerksbetriebe der neuen Länder ist damit allein in Sachsen ansässig (Stand: Juli 2025).
Präsident des Sächsischen Handwerkstages ist seit Mai 2024 der Bauunternehmer Dipl.-Ing. Uwe Nostitz aus Großpostwitz bei Bautzen, Präsident des Sächsischen Baugewerbeverbandes und Vizepräsident des Zentralverbandes des Deutschen Baugewerbes (ZDB). 
Handwerkstag-Vizepräsident ist seit Mai 2024 der Dresdner Dachdeckermeister Jörg Dittrich, Präsident der Handwerkskammer Dresden. sowie Präsident des Zentralverbandes des Deutschen Handwerks (ZDH), Berlin. – Sprecher der Geschäftsführung des Sächsischen Handwerkstages ist Andreas Brzezinski, Hauptgeschäftsführer der Handwerkskammer Dresden.
Vom Sächsischen Handwerkstag auf den Weg gebracht wurde Ende der 1990er-Jahre die Gründung der „Stiftung zur Förderung der Berufsbildung und Innovation im sächsischen Handwerk“, die seit dem Jahr 2000 rechtsfähig ist.